# Keniaans militair ordinariaat
Het Keniaans militair ordinariaat (Latijn: Ordinariatus Militaris Kenia) is een militair ordinariaat van de Rooms-Katholieke Kerk gevestigd in Nairobi, in Kenia. Het ordinariaat is verantwoordelijk voor de zielzorg van de tot de Rooms-Katholieke Kerk behorende militairen van de Keniaanse strijdkrachten en hun families. Het ordinariaat staat als immediatum onder rechtstreeks gezag van de Heilige Stoel. 

## Geschiedenis
Het ordinariaat werd op 20 januari 1964 door paus Paulus VI als militair vicariaat opgericht. Het ordinariaat werd op 21 juli 1986 door paus Johannes Paulus II met de apostolische constitutie Spirituali militum curae verheven tot militair bisdom.

## Organisatie
In 2021 telde het ordinariaat 56 parochies en 4 missies, die werden bediend door 27 priesters, waaronder 3 paters.

## Bisschoppen
- Maurice Michael Otunga (20 januari 1964 - 29 augustus 1997; tevens bisschop van Kisii, later coadjutor en aartsbisschop van Nairobi, kardinaal in 1973)
- Alfred Kipkoech Arap Rotich (29 augustus 1997 - 30 december 2016)
  - Benjamin Kituto Maswili (apostolisch administrator: 30 december 2016 - 30 januari 2024)
  - John Njue Njeru (apostolisch administrator: 30 januari 2024 - 15 augustus 2024)
- Wallace Ng’ang’a Gachihi (15 augustus 2024 - heden)